# Ziegfeld Follies
Ziegfeld Follies ist der Titel einer Jahresrevue am New Yorker Broadway, die von 1907 bis 1957 (jährlich bis 1931) stattfand und zwischen 1910 und 1930 prägenden Einfluss auf die dortige Showszene hatte.

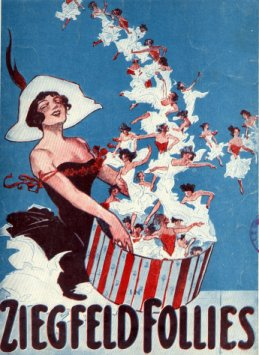
Plakat zur Show

Die Ziegfeld Follies waren benannt nach ihrem Produzenten Florenz Ziegfeld Jr. und hatten die Pariser Folies Bergère zum Vorbild (vgl. Music Hall). Sie besaßen keine Handlung, sondern ein aus Nummern zusammengestelltes Programm, das jährlich wechselte. Im Zentrum stand ein Reigen langbeiniger Chorus Girls, die synchrone Figuren tanzten. Weil das Theater damals noch das hauptsächliche Verbreitungsmedium für Musik war, nahmen viele berühmte Songs ihren Ausgang von solchen Revuen (vgl. Tin Pan Alley).
Die „Follies“ waren eine größer angelegte, auch weniger anrüchige Art des Bühnenspektakels als das American Vaudeville und die Burlesque. Florenz Ziegfeld war zusammen mit seinem Konkurrenten George M. Cohan der einflussreichste Revue-Produzent am Broadway. Revuen dieser Art gab es überall auf der Welt, in Deutschland etwa in Berlin bei Erik Charell.
Bedeutende meist weibliche Stars wie Sophie Tucker, Fanny Brice, Dorothy Dickson oder Barbara Stanwyck gingen aus den Ziegfeld Follies hervor. Entertainer wie Eddie Cantor oder W. C. Fields fanden hier eine Plattform.
Josephine Baker trat 1936 im Rahmen einer Revue auf und fiel durch.
Mit dem zunehmenden Einfluss des Tonfilms und den stärker handlungsorientierten „Book-Musicals“ am Broadway (siehe Musical Comedy und Musical Play) verloren die Ziegfeld Follies ab dem Ende der 1920er-Jahre an Bedeutung. Die Shubert Organization bemühte sich längere Zeit um ihre Erhaltung, aber im Zeitalter des Fernsehens war es mit dieser Art Bühnenunterhaltung vorbei.
Eine ganze Reihe von Film-Musicals – Der große Ziegfeld (1936), Broadway Melodie 1950 (1946) –  und Bühnen-Musicals – Funny Girl (1964), Follies (1971) – befasst sich mit der Geschichte und der Ästhetik der Ziegfeld Follies, wobei schon 1925 mit Die Revue schöner Frauen sich ein Stummfilm des Themas annahm.